# Джалита (пароход)
«Джалита», ТЩ-11 — советский пароход, авизо, опытовое судно, позднее тральщик Черноморского флота ВМФ СССР. Участвовал в Великой Отечественной войне на Чёрном море, обороне Севастополя и битве за Кавказ. 29 августа 1943 года у Очамчири тральщик «Джалита» в 15 милях к западу от мыса Анакрия был торпедирован немецкой подводной лодкой «U-18».

## Характеристики
- Водоизмещение: 400 т.
- Размеры: длина — 40,5 м, ширина — 6,2 м, осадка — 2,9 м.
- Скорость полного хода: 7 узлов.
- Дальность плавания: 277 миль при 5 узлах.
- Силовая установка: котломашинная, 300 л. с., 1 вал.
- Вооружение: 1х1 45-мм орудие, 6 мин, тралы.
- Экипаж: 41 человек[1][2].

## Строительство
Был заложен в 1914 году, перезаложен в 1916 году, спущен на воду в 1925 году, вступил в строй 1 августа 1926 года и вошёл в состав Морских сил Чёрного моря в качестве посыльного судна.

## Служба
4 февраля 1927 года переоборудован и переклассифицирован в тральщик. С января по октябрь 1928 года носил тактический номер № 14, с ноября 1928 по 1 января 1939 года — № 11. Прошёл капитальный ремонт в 1929 и 1933—1935 годах. С 11 января 1935 года входил в состав Черноморского флота ВМФ СССР.
С 1 января 1939 года был переформирован в опытовое судно, находился в Феодосии в распоряжении Научно-исследовательского минно-торпедного института. 29 июня 1941 года был возвращен в класс тральщиков. Вошёл в состав дивизиона тральщиков Бригады кораблей охраны водного района Черноморского флота как ТЩ-11.
Использовался для эвакуации раненых между портами Кавказского побережья в августе-октябре и декабре 1942 года. Общее количество эвакуированных — 379 чел., из них 165 (43.5 %) лежачих. максимальное количество за рейс — 68 чел., среднее — 47 человек.
29 августа 1943 года находившийся в дозоре у Очамчири тральщик «Джалита» в 15 милях к западу от мыса Анакрия был атакован немецкой подводной лодкой «U-18» (командир обер-лейтенант цур зее Карл Флейге). От взрыва торпеды тральщик затонул.
29 августа в 21:51, примерно на расстоянии 25 миль (40 км) к северо-западу от Поти, субмарина «U-18» выстрелила одиночной торпедой по ТЩ-11 «Джалита», и наблюдала попадание в район кормовой мачты через 1 минуту 55 секунд. Сразу же за этим последовали вторичные взрывы и судно быстро затонуло с дифферентом на корму.
По наведению авиации 30 августа 1943 года сторожевой катер СКА-0108 подобрал 23 человека с потопленного тральщика ТЩ-11 «Джалита».

## Командиры
- (12.1928-9.1930) старший лейтенант Романов М. Ф.[1]